# Sergio Tuis
Sergio Tuis (San Donà di Piave, 15 agosto 1935 – Cermenate, 2 marzo 2019) è stato un fumettista e pittore italiano.

## Biografia
La famiglia viveva in Francia ma nacque in Italia mentre sua madre era in visita nel suo paese d'origine; trascorse poi i primi anni di vita a Domont, vicino a Parigi ma, durante l'invasione della Francia da parte dei tedeschi, la famiglia ritornò in Italia. Nel dopoguerra frequentò dal 1952 la Scuola di Arti Applicate a Milano e, per guadagnarsi da vivere, iniziò a disegnare fumetti per lo studio di Rinaldo Dami nel 1956 sia per editori italiani come le Edizioni Audace che stranieri nel Regno Unito, Francia e Germania: per l'editore britannico Amalgamated Press realizzò numerosi episodi della serie bellica Battler Britton che vennero pubblicati sul The Sun alla fine degli anni cinquanta e su Knock-Out nei primi anni sessanta, oltre a episodi di storie di guerra pubblicate sulle riviste Thriller Picture Library, Air Ace Picture Library e War Picture Library, a volte in collaborazione con Aldo Di Gennaro. Negli anni sessanta realizzò le copertina della serie a fumetti dedicata a Pecos Bill delle Edizioni Angelo Fasani. Per il mercato francese realizzò la serie western Le Condor du Désert" (1958) pubblicato sulla rivista Dakota delle Éditions Aventures et Voyages. Conclusa la collaborazione con lo studio Dami nel 1963, continuò a lavorare per la Francia attraverso l'Agenzia Martini-Maffi, realizzando varie serie per l'editore Lug come "Sadko, le Prince-Archer" (1964), "Guillaume Tell" (1965-1967), "Slim" (1968) e "Les Anges de l'Enfer" pubblicata su Kiwi nel 1969 e su Ombrax (1974-1977).
Per il mercato italiano collaborò alla serie "Kolosso" (1964-1966) per Casa Editrice Gli Amici e, con lo pseudonimo di "Twist", realizzò Imperatrix 3000, una serie di fumetti erotici di fantascienza pubblicata nel 1969 sui mensili Personal ed Essere; dal 1969 al 1971 realizzò otto episodi della serie erotica bellica Helga della Furio Viano Editore; nello stesso periodo contribuì alla rivista Horror della Gino Sansoni e, durante gli anni settanta, collaborò con la Edifumetto realizzando la serie erotica Lo Scheletro e la serie western Kirbi Flint edita dalla Editoriale Dardo e in collaborazione con Antonio Canale e che venne pubblicata anche in Francia su Pistes Sauvages edito da Aventures et Voyages.
Nel 1970 si trasferì con la moglie a Seregno dove incominciò a dedicarsi anche alla pittura, abbandonando progressivamente l'attività di fumettista, dipingendo ed esponendo sia in Italia che all'estero. In questo periodo collaborò con le riviste di fumetti Lanciostory, Corriere dei Piccoli e Corriere dei Ragazzi, in particolare con la serie "Agente senza Nome" (1972-1975) scritta da Pier Carpi e pubblicato anche in Francia con il titolo "Le Motard" su Skaters (1978-1979) e su En Piste (1980-1981). Con la chiusura del Corriere dei Ragazzi interruppe la sua attività di fumettista fino a metà degli anni ottanta quando riprese a occuparsi di fumetti realizzando per la Mondadori un adattamento a fumetti del film "Return to Oz" della Disney nel 1985 in collaborazione con lo sceneggiatore Alfredo Castelli e che venne pubblicato anche negli USA; collaborò brevemente anche con la rivista Il Giornalino per poi iniziare una lunga collaborazione con la Sergio Bonelli Editore realizzando episodi delle serie Martin Mystère e Nick Raider mentre una storia per la serie Mister No rimase incompiuta.
Nel 2000 sempre insieme a Castelli realizzò alcuni episodi con il personaggio di Diabolik. Dal 2006 riprese a collaborare a Martin Mystère per poi tornare a dedicarsi alla pittura. Morì nel 2019.